# Vivionepas
De Vivionepas (Italiaans: Passo del Vivione) vormt in Italië de verbinding tussen het Val Camonica in de provincie Brescia en het Valle di Scalve in de provincie Bergamo. Gedurende de Eerste Wereldoorlog werden er twee militaire wegen aan gelegd in de zone, een naar de Veneroccolopas (2313 m) en een naar de Vivionepas. Uiteindelijk is alleen de weg over de Vivionepas in gebruik gebleven.
Aan de oostzijde begint de route in Malonno in het Val Camonica, een van de grootste dalen van de Italiaanse Alpen. De weg gaat zuidwestelijk door het spaarzaam bewoonde en bosrijke Val Paisco waar drie kleine dorpen liggen. De weg is smal en bochtig maar niet erg steil. Na een tocht van bijna twintig kilometer wordt de pashoogte bereikt. De provinciegrens Brescia - Bergamo ligt enkele kilometers voor het hoogste punt. Hier begint ook het Parco delle Orobie Bergamasche, dit natuurgebied beslaat samen met het Parco delle Orobie Valtellinesi de gehele bergketen van de Orobische Alpen.
De Vivionepas is een grazige vlakte waar in de lente de alpenrozen uitbundig bloeien. De vlakte wordt in het noorden begrensd door de Monte Pertecata (2270 m) en in het zuiden door de Monte Colli (2135 m). Vlak bij het kleine meer staat een berghut. Bij helder weer is het uitzicht vanaf de pashoogte op het massief van de Adamello schitterend.
De afdaling gaat door het Bergamasker Valle di Scalve. Onderweg valt vooral de Cimone di Bagozza op met zijn dolomietachtige uiterlijk. Twaalf kilometer na de pashoogte ligt Schilpario, "hoofdstad" van het Valle di Scalve. Vanaf hier is het dal bezaaid met kleine bergdorpen. Een interessante weg om het Val Camonica weer te bereiken gaat via de dorpen Dezzo en Angolo Terme. Deze twee plaatsen zijn verbonden met elkaar door de Via Mala, een spectaculair aanlegde weg door het ravijn van de rivier de Dezzo.